# مارتن بيرفكتو دي كوس
مارتن بيرفكتو دي كوس (بالإسبانية: Martín Perfecto de Cos)‏ ، من مواليد 1 أكتوبر سنة 1757م ، وتوفي سنة 1858م ، وهو ضابط عسكري مكسيكي ، خاض حرباً ضد الجيش الأمريكي خلال فترة الحرب المكسيكية الأمريكية.